# إدارة خط الإمداد العسكري

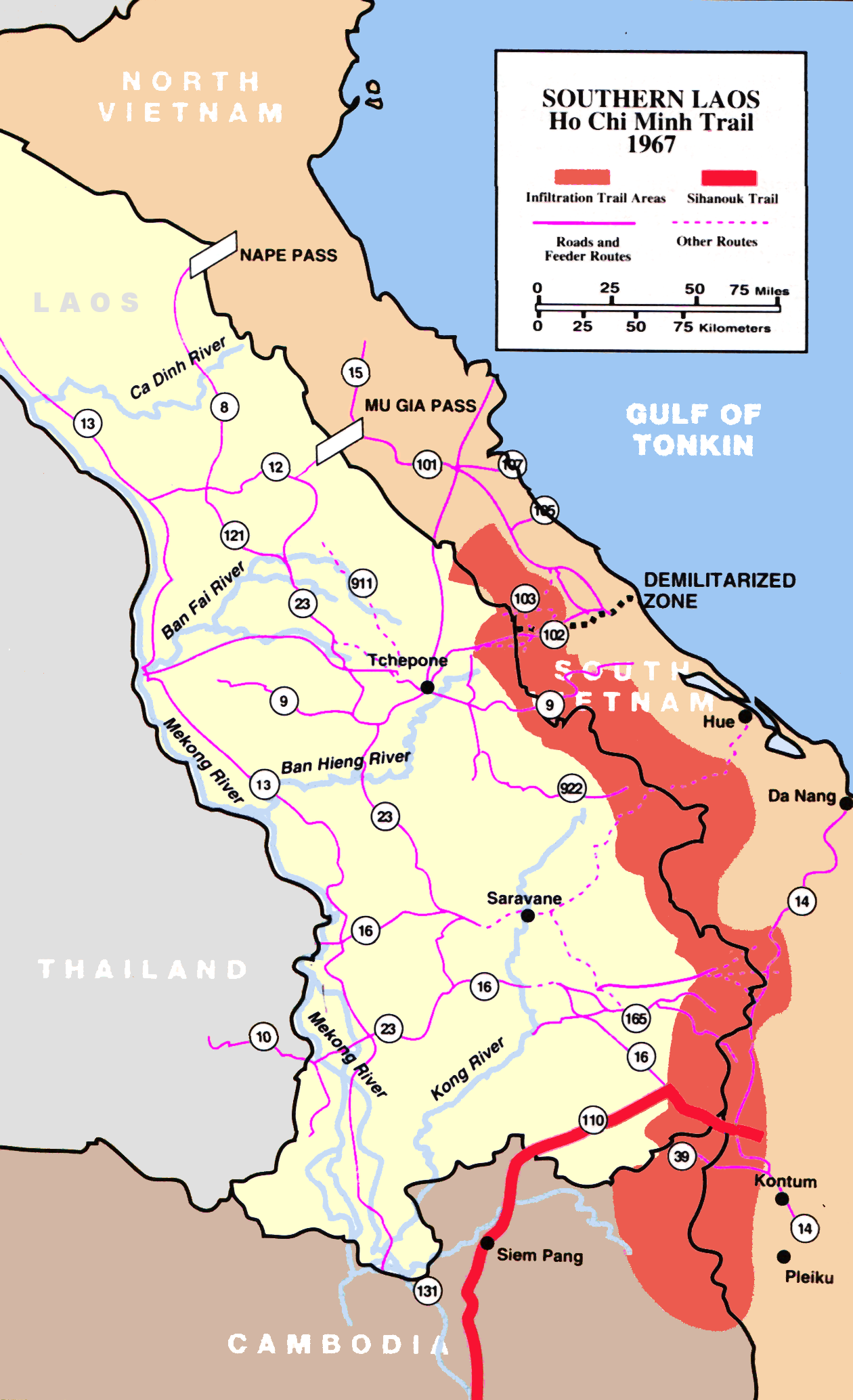

إدارة خط الإمداد العسكرى هي نهج متعدد الوظائف لتدبير وإنتاج وتسليم المنتجات والخدمات. النطاق الواسع لهذا النوع من الإدارة يشمل الموردين الرئيسيين والفرعيين؛ وكذلك إدارة المعلومات. كما يشمل السيولة النقدية.

## الإمداد
الإمداد هو عملية تدبير وتوزيع الإمدادات؛ وصيانتها أثناء فترة التخزين ويشمل هذا تحديد نوع وكمية الإمدادات المطلوبة. مرحلة المنتج تمتد من تحديد جداول المشتريات وحتى يتم قبول الإمدادات المُنتَجَة (بواسطة الخدمات العسكرية). أمَّا مرحلةُ المستهلك للإمداد العسكري فتبدأ عند استلام الإمدادت التي تم الانتهاء من إنتاجها وتنتهى عند تمام استهلاكها.

### سلسلة الإمداد
هي أنشطة مترابطة تتعلق بتوفير الأدوات واللوازم، بدءاً من مرحلة المادة الخام وانتهاءً ببضاعة تامة التصنيع.